# Sint-Andriesplaats
De Sint-Andriesplaats is een rechthoekig plein in de Sint-Andrieswijk van de Belgische stad Antwerpen. Naar het plein leiden de volgende straten: Pachtstraat, Korte Vlierstraat, Lange Ridderstraat, Pompstraat (die naar de Sint-Andrieskerk leidt), Steenbergstraat en de Lange Vlierstraat, die naar het nabije Neuzenplein leidt. Tussen de Pachtstraat en de Korte Vlierstraat bevindt zich het buurtcentrum Costa.
Op het plein staan diverse bomen met bankjes en een basketbalinrichting, het is een 'rustplaats' in de stad.
De basktebalinrichting wordt beschouwd als de hotspot van publieke basketballocaties in Antwerpen. Zo wordt deze dan ook vaak gekozen voor publieke pilot projects zoals SharIt's public basketball game pilot.